# Leave It All to Shine
«Leave It All to Shine» —en español: Dejarlo todo para Brillar— es una canción mash-up de la canción de iCarly (Leave It All to Me) y la de Victorious (Make It Shine). 
Fue estrenada en el especial de iCarly, iParty with Victorious (Fiesta con Victorious).
Su estreno oficial fue el 22 de mayo de 2011, y el video fue estrenado el como segundo sencillo promocional del álbum el 11 de junio de 2011, el día en el que el especial se estrenó.
La canción no entró en el Billboard Hot 100, pero alcanzó el puesto 24 en el Bubbling Under Hot 100 Singles.

## Voces Destacadas
Las Voces principales de "Leave It All to Shine" fueron realizadas por Miranda Cosgrove y Victoria Justice, algunos pequeños versos por Ariana Grande, Elizabeth Gillies y Leon Thomas III y coros por Jennette McCurdy, Daniella Monet, Nathan Kress, Avan Jogia, Jerry Trainor, Noah Munck y Matt Bennett.

## Historial de lanzamientos
| País           | Fecha               | Formato          | Discográfica                         |
| -------------- | ------------------- | ---------------- | ------------------------------------ |
| Estados Unidos | 10 de junio de 2011 | Descarga digital | Nickelodeon Records Columbia Records |